# 斯托茨堡 (印地安納州)
斯托茨堡（英語：Stoutsburg）是位於美國印地安納州傑斯帕縣的一個非建制地區。該地的面積和人口皆未知。